# کارمین کوچینیلو
کارمین کوچینیلو (انگلیسی: Carmine Cucciniello؛ زادهٔ ۲۷ دسامبر ۱۹۸۸) بازیکن فوتبال اهل ایتالیا است.
از باشگاه‌هایی که در آن بازی کرده‌است می‌توان به باشگاه فوتبال سمپدوریا، باشگاه فوتبال پروجا، باشگاه فوتبال اتلتیکو آرتزو، و باشگاه فوتبال آولینو اشاره کرد.